# Eremocampe
Eremocampe is een geslacht van vliesvleugeligen uit de familie Tetracampidae. De wetenschappelijke naam van dit geslacht is voor het eerst geldig gepubliceerd in 1971 door Sugonjaev.

## Soorten
Het geslacht Eremocampe omvat de volgende soorten:
- Eremocampe caenoptera Sugonjaev, 1971
- Eremocampe choresmiana Sugonjaev, 1986
- Eremocampe nitrariae Sugonjaev, 1971